# 더 내셔널 (아부다비)
더 내셔널(영어: The National)은 아랍에미리트 아부다비에서 발행되는 영자 신문이다.